# Линч, Риз
Риз Линч (англ. Reese Lynch; род. 20 июля 2001, Фолдхаус, Уэст-Лотиан, Шотландия, Великобритания) — шотландский боксёр-любитель, выступающий в лёгкой, в первой полусредней и в полусредней весовых категориях. Член национальной сборной Великобритании, бронзовый призёр чемпионата мира (2021), чемпион Игр Содружества (2022), чемпион Шотландии, многократный победитель и призёр международных и национальных турниров в любителях.

## Биография
Риз Линч родился 20 июля 2001 года в селении Фолдхаус, в Уэст-Лотиане, в Шотландии, в Великобритании.

## Любительская карьера

### 2021—2022 годы
В начале ноября 2021 года в Белграде (Сербия), стал бронзовым призёром чемпионата мира в категории до 63,5 кг. Где он в 1/16 финала по очкам (4:1) победил иранца Ашкана Резаеи, в 1/8 финала в по очкам (5:0) победил испанца Адриана Тиама Креуса, в четвертьфинале — в очень конкурентном бою по очкам (3:2) спорно победил опытного казахстанского боксёра Санатали Тольтаева, но в полуфинале по очкам (0:5) проиграл турку Керему Оэзмену, — который в итоге стал серебряным призёром чемпионата мира 2021 года.
В мае 2022 года участвовал на чемпионате Европы в Ереване (Армения), в весе до 63,5 кг. Где он в 1/8 финала соревнований по очкам победил опытного турецкого боксёра Адема Фуркана Авджы, но затем в четвертьфинале по очкам (0:5) проиграл французу Лунесу Амрауи, — который в итоге стал серебряным призёром чемпионата Европы 2022 года.
В начале августа 2022 года стал чемпионом Игр Содружества в Бирмингеме (Великобритания), в весе до 63,5 кг. Где он в 1/8 финала соревнований по очкам решением большинства судей (4:1) победил опытного индийского боксёра Шива Тхапа, затем в четвертьфинале по очкам единогласным решением судей (5:0) победил опытного боксёра из Намибии Джонаса Джуниаса, в полуфинале по очкам единогласным решением судей (5:0) победил канадца Уайатта Сэнфорда, и в финале также по очкам решением большинства судей (4:1) победил опытного маврикийского боксёра Ришарно Колена.
11 декабря 2022 года в Абу-Даби (ОАЭ), на турнире IBA Champions’ Night в завершении III Global Boxing Forum, в рамках новой полупрофессиональной боксёрской серии IBA Pro Series, в 5-раундовом поединке единогласным решением судей победил чемпиона ОАЭ Амера Хуссейна Али Саида в весе до 67 кг.

## Профессиональная карьера
24 мая 2025 года дебютировал в вечере Джош Тейлор - Экоу Эссуману  промоутера Френка Уоррена в Глазго (Шотландия). Соперником стал бразильский статист Жонатас Родриго Гомеш де Оливейра (6-27). Первый раунд прошёл в разведке. Во втором раунде Линч взвинтил темп и прессинг. После затяжной атаки и акцентированных ударов по корпусу бразилец оказался в нокдауне и не встал после отчета рефери. КО2